# 甘田駅 (釜山広域市)
甘田駅（カムジョンえき）は、大韓民国釜山広域市沙上区にある釜山交通公社2号線の駅である。駅番号は226。「沙上区庁」を副駅名としている。

## 駅構造
相対式ホーム2面2線の地下駅。フルスクリーンタイプのホームドアが設置されている。出入口は4箇所に設けられている。
特に4番出口は階段を貫いて入る構造だ。

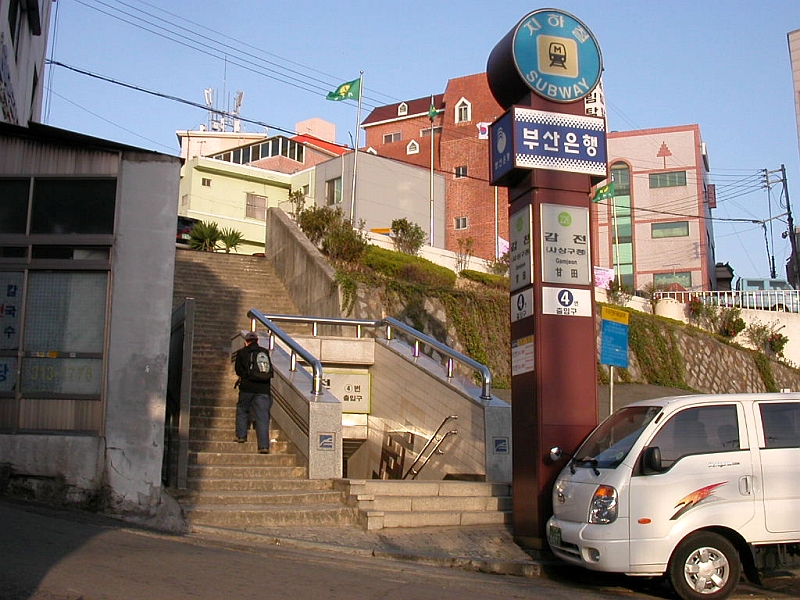
4番出入口（2009年7月）
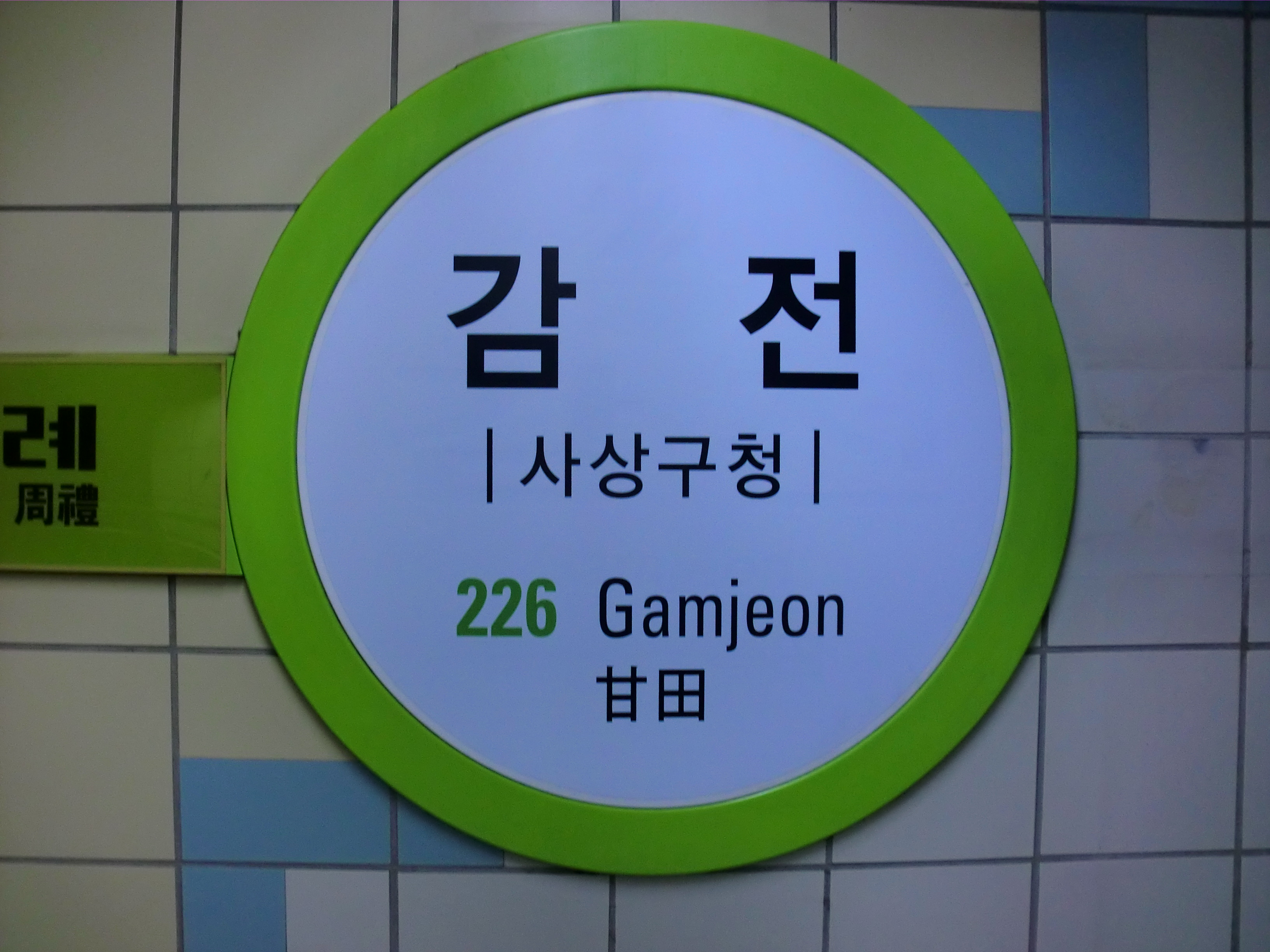
駅名標

### のりば
| 上り | 2号線 | 萇山方面 |
| 下り | 2号線 | 梁山方面 |

## 歴史
- 1999年6月30日 - 2号線開通に伴い開業。
- 2008年1月1日 - 副駅名「沙上区庁」を追加。

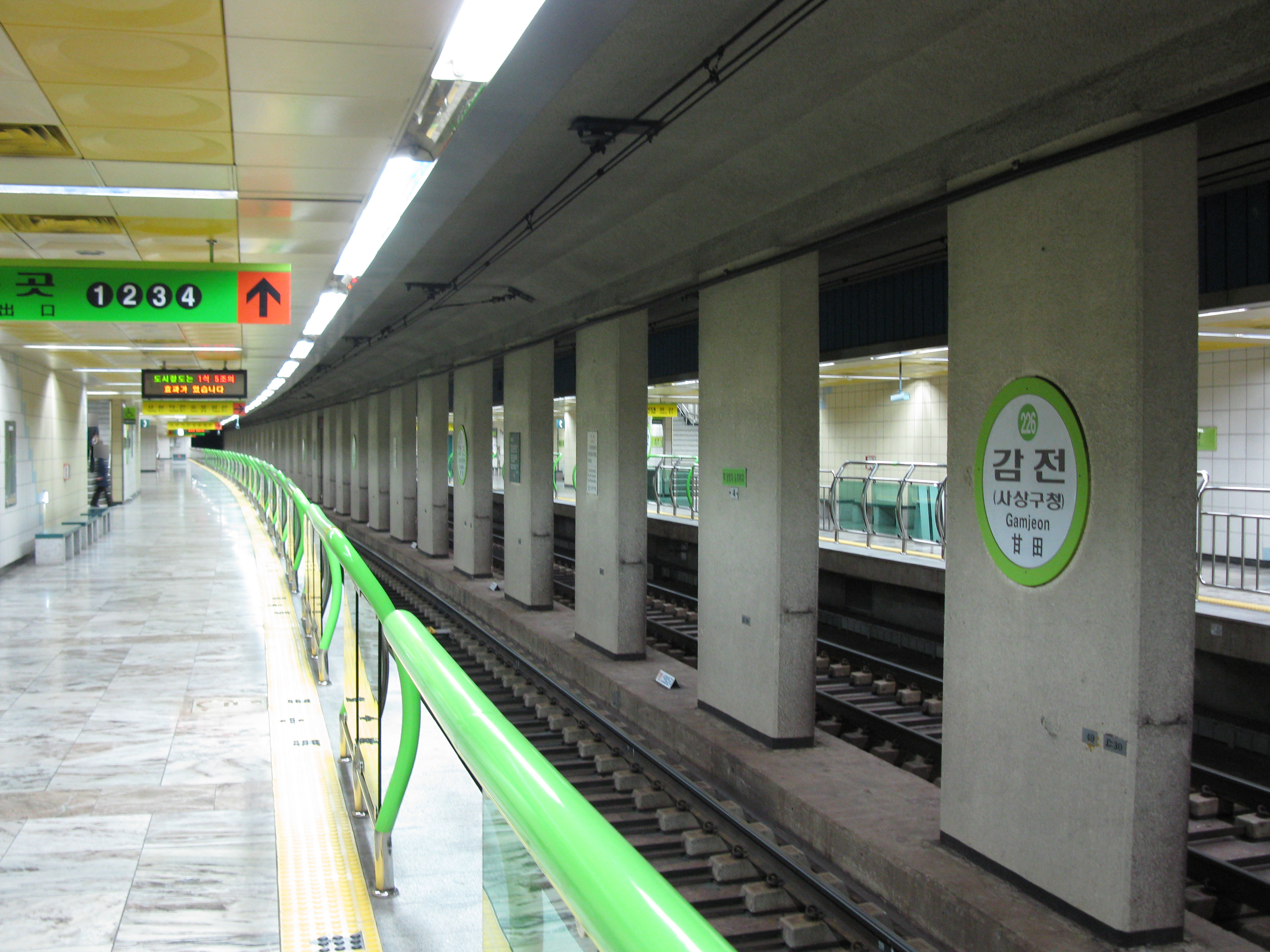
ホームドア設置前（2009年2月）
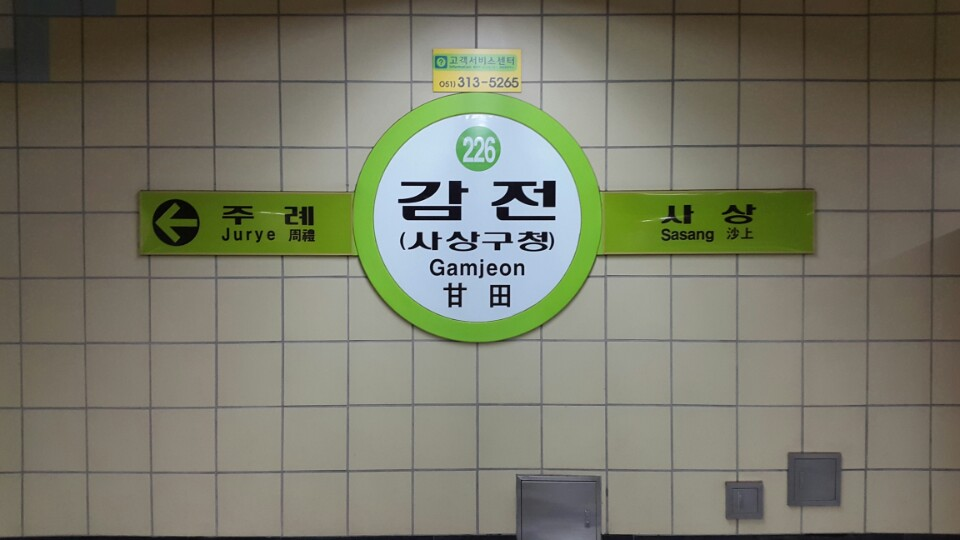
旧駅名標

## 駅周辺
- 沙上区庁
- 沙上区保健所
- 釜山沙上警察署
- 甘田初等学校
- ハンビッ初等学校
- 周甘中学校
- 沙上公園
- 沙上区報勳会館
- 沙上区総合社会福祉館

## 隣の駅
釜山交通公社
 2号線
周礼駅 (225) - 甘田駅 (226) - 沙上駅 (227)